# 神戸市立高羽小学校
神戸市立高羽小学校（こうべしりつ たかはしょうがっこう）は、兵庫県神戸市灘区高羽町3丁目にある公立小学校。

## 沿革
- 1938年（昭和13年）
  - 4月1日 - 神戸市立高羽尋常小学校として六甲尋常小学校・成徳尋常小学校より分離、開校。
  - 4月 - 校歌制定。
  - 10月 - 校旗・校章制定。
- 1941年（昭和16年）4月 - 高羽国民学校に改称。
- 1942年（昭和17年） - 五所平之助監督の映画『新雪』のロケ地となる。
- 1944年（昭和19年）
  - 4月 - 学校給食開始。
  - 9月 - 岡山県真庭郡へ学童集団疎開。（1945年11月に引き揚げ）
- 1947年（昭和22年）4月 - 神戸市立高羽小学校に改称。
- 1968年（昭和43年）4月1日 - 神戸市立鶴甲小学校が校区分離。
- 1991年（平成3年）11月 - 自然学校開始。
- 1995年（平成7年）1月17日 - 阪神・淡路大震災発生。当校に避難所開設。校長・児童3名が犠牲となる。
- 2005年（平成17年）3月 - 仮設校舎に移転。
- 2007年（平成19年）7月 - 新校舎移転。

## 校歌
- 白川渥作詞／脇坂修之作曲

## 通学区域
- 神戸市灘区[1]
  - 赤松町1 - 3丁目、一王山町、楠丘町1 - 6丁目、高徳町1 - 6丁目、桜ケ丘町、曾和町1 - 3丁目、高羽町1 - 5丁目、高羽、土山町、寺口町、永手町1 - 3丁目、日尾町1丁目、宮山町1 - 2丁目、森後町1丁目、八幡町1丁目、山田町1 - 2丁目・3丁目（1番）、弓木町1 - 5丁目、六甲台町（1番2号）

## 校区内の主な施設など
- 石屋川
- 神戸市立鷹匠中学校（進学先中学校）
- 灘警察署 高羽交番

## 交通
- 阪急神戸本線六甲駅から北東へ徒歩9分
- 神戸市バス
  - 16・106系統「高羽町」より南西100m
  - 106系統「高羽小学校」より

## 著名な卒業生
- 田中実（北朝鮮による拉致被害者）
- 金田龍光（特定失踪者）
- 戸田恵梨香（女優）
- 五百城茉央（乃木坂46)
- 愛宕心響　 （乃木坂46）

## 通学区域が隣接している学校
- 神戸市立六甲山小学校
- 神戸市立鶴甲小学校
- 神戸市立美野丘小学校
- 神戸市立六甲小学校
- 神戸市立灘小学校
- 神戸市立成徳小学校
- 神戸市立御影北小学校
- 神戸市立渦が森小学校